# Heterodactylini
Heterodactylini – plemię jaszczurek z podrodziny Gymnophthalminae w obrębie rodziny okularkowatych (Gymnophthalmidae).

## Podział systematyczny
Do plemienia należą następujące rodzaje:
- Caparaonia Rodrigues, Cassimiro, Pavan, Curcio, Verdade & Pellegrino, 2009 – jedynym przedstawicielem jest Caparaonia itaiquara Rodrigues, Cassimiro, Pavan, Curcio, Verdade & Pellegrino, 2009
- Colobodactylus Amaral, 1933
- Heterodactylus Spix, 1825